# Eishockey-Landesliga Bayern 1994/95
Die Eishockey-Landesliga Bayern 1994/95 wurde unter dem Dach des Bayerischen Eissportverbandes (BEV) organisiert und war nach der Bayernliga eine der fünfthöchsten Spielklassen im deutschen Eishockey.

## Saisonverlauf
In der 47. Ausspielung der bayerischen Landesliga wurde die EA Kempten Meister und einziger Aufsteiger in die Bayernliga 1995/96. Die nachfolgenden Platzierungen belegten der ESV Waldkirchen und ESV Bad Bayersoien. Zwei Absteiger und zwei Rückzieher haben die BLL verlassen.
Die Landesliga war noch in der Saison 1993/94 eine der sechsthöchsten Spielklassen im deutschen Eishockey, die durch Neustrukturierung der ersten drei Ligen ab 1994/95 wieder fünftklassig wurde.

### Modus
In der Saison 1994/95 wurde mit 21 Mannschaften in vier Vorrundengruppen eine Einfachrunde gespielt. Nach der Vorrunde qualifizierten sich die Gruppensieger  für die Meister- und Aufstiegsrunde. Sieger der Runde war bayerischer Landesligameister und einziger Aufsteiger in die Bayernliga. Am Ende der Saison sollte jeweils der Gruppenletzte in die Bezirksliga absteigen. Abgestiegen sind zwei Absteiger und zwei Rückzieher.

## Teilnehmer
Nicht mehr dabei waren die Auf- und Absteiger der Vorsaison. Neu hinzukamen die Absteiger aus der Bayernliga, der Oberligarückzieher EA Kempten, der den Platz der EA Kempten 1b einnehmen konnte und der Rückzieher aus der Regionalliga ESV Bad Bayersoien. Neu dabei waren auch die Aufsteiger aus der Bezirksliga 1993/94.
| Gruppe 1 (Nord)                                                                          | Gruppe 2 (Ost)                                                                           | Gruppe 3 (Süd)                                                                     | Gruppe 4 (West)                                                                               |
| ---------------------------------------------------------------------------------------- | ---------------------------------------------------------------------------------------- | ---------------------------------------------------------------------------------- | --------------------------------------------------------------------------------------------- |
| - EC Erkersreuth (A) - Höchstadter EC (N) - ESV Würzburg - USG Chemnitz - ESV Kagers (A) |  ESV Waldkirchen - EV Bruckberg - ESV Gebensbach - ESC Holzkirchen  ETC Höhenkirchen (A) |  ESV Bad Bayersoien (A) - EV Mittenwald - TSV Schliersee - EC Schwaig - MTV Dießen |  EA Kempten (A) - EV Lindau - VfL Denklingen  TSV Haunstetten (R)  ESV Buchloe (R)  EC Senden |

(A) = Absteiger aus der Bayernliga, (N) = Neu in der Liga, (R) = Rückzug

 Gruppensieger, Bayerischer LL-Meister und Aufsteiger  Gruppensieger  Absteiger / Rückzug

### Meister- und Aufstiegsrunde
Aus der Meisterrunde der Gruppenersten ging der EA Kempten als Sieger und Aufstiegsberechtigter hervor.